# اردی‌بهشت
اردی‌بهشت نام برنامه‌ای تلویزیونی به تهیه‌کنندگی فرشته ولیمراد بود که هر روز از دی‌ماه سال ۱۳۸۶ از ساعت ۱۲ تا ۱۳ از شبکه چهار پخش می‌شد. این برنامه پس از ۱۸۷ قسمت، به علت فشار به سازندگان برنامه متوقف شد و با تغییر تهیه‌کننده و مجری، با هویت جدید و متفاوتی به تهیه کنندگی محمد اکبرزاده ادامه یافت.
برنامه یک ساعته اردی بهشت به طرح مسایل زنان و مصاحبه با افراد و مسئولان در زمینه‌های فقه و حقوق، جامعه‌شناسی خانواده، روان‌شناسی خانواده، و هنر می‌پرداخت.